# سرژیو کونسیسائو
سرژیو کونسیساو (پرتغالی: Sérgio Conceição؛ زادهٔ ۱۵ نوامبر ۱۹۷۴) بازیکن پیشین و سرمربی کنونی فوتبال اهل پرتغال است.
او پنج پسر دارد: سرجیو، رودریگو، مویسس، فرانسیسکو و خوزه.

## افتخارات

### مربی

#### پورتو
- لیگ برتر پرتغال: ۱۸–۲۰۱۷،[۳] ۲۰–۲۰۱۹،[۴] ۲۲–۲۰۲۱
- جام حذفی فوتبال پرتغال: ۲۰۱۹–۲۰[۵]، ۲۰۲۱–۲۲, ۲۰۲۲–۲۳, ۲۰۲۳–۲۴
- سوپرجام فوتبال پرتغال: ۲۰۱۸،[۶] ۲۰۲۰[۷] ۲۰۲۲

#### آث میلان
- سوپر جام فوتبال ایتالیا: ۲۰۲۴